# Divindades riguevédicas
As divindades riguevédicas são divindades mencionadas nos textos sagrados do Rigueveda, o principal texto da religião védica histórica do período védico (1500-500 a.C.). Existem 1.028 hinos (sūkta) no Rigueveda, sendo a maioria deles dedicada a divindades específicas.
A divindade mais proeminente é Indra, matador de Vritra e destruidor do Vala, libertador das vacas e dos rios; Agni, o fogo sacrificial e mensageiro dos deuses; e Soma, a bebida ritual dedicada a Indra, são divindades principais adicionais.